# Rosales (Bogotá)
Rosales es un barrio residencial de clase alta del nororiente de Bogotá, ubicado en la localidad de Chapinero.

## Geografía
El territorio es perteneciente a los Cerros Orientales de Bogotá bañado por las quebradas La Vieja y Rosales. Prácticamente urbanizado a pesar de que conserva influencias del paisaje natural de los cerros. Para efectos económicos, pertenece a la influencia del Centro Expandido de Bogotá.

## Actividades socioeconómicas
Posee sedes de diversas firmas, hoteles, bancos, restaurantes y tiendas (que abarcan desde modas hasta cigarrería). También hay negocios ambulantes cercanos a la carrera Séptima (que funcionan semanalmente). El resto del territorio es netamente residencial aunque hay sedes de diversas representaciones diplomáticas acreditadas.
Otra actividad muy común ligada al carácter residencial de la zona es la construcción, por lo que este sector es uno de los más valorizados de Colombia.

## Sitios de interés
Posee numerosos parques y arroyos que bajan de las montañas andinas como las Quebradas de Rosales, el Parque Gustavo Uribe Botero y la Vieja, muy frecuentemente usados para el esparcimiento ecológico y deportivo.

## Acceso y vías
Se accede en transporte público por la Carrera Séptima y la Avenida Chile. Otras vías importantes son las carreras Quinta, Cuarta y la Circunvalar.
Desde octubre de 2013, tras años de definiciones sobre el futuro de la Séptima acerca del tipo de transporte público que debería tener, el barrio dispone del servicio del buses padrones articulados de TransMilenio. Para su acceso se toma la ruta M80 (procedente de la estación Bicentenario) con las paradas en las calles 61, 67 y 70A y con retorno L80 (entre las 20:00 horas a 17:00 del día siguiente, de lunes a viernes) en las Calles 66 y 71. Actualmente los buses híbridos y con puertas a lado y lado son el M86 que viene de El Dorado y va hasta la Fundación Santafé y el M82 que viene del portal del 20 de julio y va hasta la calle 135, la Universidad del Bosque. Los domingos por la cicloruta va normalmente hacia el norte pero se devuelven por la Carrera 11 y la 13. También se puede llegar por el Sitp, Sistema integrado de transporte público o buses azules, que son el T06, el T163, el A4( van y vienen de La Calera)y los recientemente incluidos que comienzan por B y van hasta la calle 191 o Terminal.

## Fundación
El barrio "Rosales", surge como consecuencia de un interés económico y cultural de carácter colonial hacia la via qué, para ese entonces, conducía hacia Tunja (la ciudad más cercana hacia el norte con la ciudad). La construcción de varios proyectos viales, como lo fue la ampliación de la Circunvalar y la Carrera Septima, produjeron un gran auge inmobiliario en la zona, que comprendía una parte al norte de la "tierra de los chapines o Chapinero". A pesar de unas pocas Quintas y haciendas vacacionales ya situadas desde épocas virreinales, el terreno empezó a ser residencializado progresivamente. 
El señor Valerio Bermúdez es reconocido por ser el fundador oficial del primer barrio residencial en la zona: 'Los Rosales del Cerro', en el año de 1942. 
Cabe recalcar que el Barrio 'Rosales', a principios del siglo XIX, no era referenciado por ese mismo nombre, pues este terreno que comprende la totalidad del barrio, solo hacia parte de una vasta extensión de tierra llamada Chapinero.